# Flers, Somme

Flers este o comună în departamentul Somme, Franța. În 1 ianuarie 2022 avea o populație de 194 de locuitori.